# Лазу (Констанца)
Лазу (рум. Lazu) насеље је у Румунији у округу Констанца у општини Ађиђа. Oпштина се налази на надморској висини од 15 m.

## Становништво
Према подацима из 2002. године у насељу је живело 1032 становника.

### Попис2002.
| Расподела становништва по националности 2002.‍ | Расподела становништва по националности 2002.‍ | Расподела становништва по националности 2002.‍ | Расподела становништва по националности 2002.‍ | Расподела становништва по националности 2002.‍ |
| --------------------------------------------- | --------------------------------------------- | --------------------------------------------- | --------------------------------------------- | --------------------------------------------- |
|                                               |                                               |                                               |                                               |                                               |
| Румуни                                        | Румуни                                        |                                               | 903                                           | 87,8%                                         |
| Турци                                         | Турци                                         |                                               | 30                                            | 2,9%                                          |
| Татари                                        | Татари                                        |                                               | 95                                            | 9,2%                                          |